# Lissonota nitida
Lissonota nitida là một loài tò vò trong họ Ichneumonidae.